# Atentatul de la metroul din Sankt Petersburg
Pe 3 aprilie 2017, un atac terorist a avut loc la metroul din Sankt Petersburg între stațiile Sennaya Ploshchad și Tekhnologichesky Institut. Inițial, autoritățile au anunțat că șapte persoane și-au pierdut viața în atac. Ulterior, alte șapte persoane au murit din cauza rănilor, ajungând la un total de 14 morți.
Cel puțin 64 de persoane au fost rănite în atac. Dispozitivul exploziv se afla într-o servietă. Un al doilea dispozitiv exploziv a fost găsit și dezamorsat la stația de metrou Ploshchad Vosstaniya. Suspectul atentatului a fost numit ca Akbarzhon Jalilov, un cetățean rus de etnie uzbecă care s-a născut în Kârgâzstan.

## Context
Înainte de atentat, separatiștii ceceni au fost responsabili pentru mai multe atacuri teroriste în Rusia. În 2016, ISIS a plănuit să atace orașul Sankt Petersburg din cauza implicării Rusiei în Siria. Atunci, autoritățile au făcut mai multe arestări. Niciun sistem de transport din Rusia nu a fost bombardat timp de șapte ani, de la atacurile teroriste asupra metroului din Moscova din 2010.
Propaganda ISIS a circulat înainte de atentat. Aceasta își încuraja susținătorii să lanseze atacuri asupra Moscovei. Printre posterele de propagandă ISIS se afla unul cu capul președintelui Putin găurit de gloanțe și unul cu Kremlinul în flăcări și mesajul „Vom arde Rusia”.
Vladimir Putin era în vizită la Sankt Petersburg, orașul lui natal, în ziua atacului.

## Desfășurarea atacului

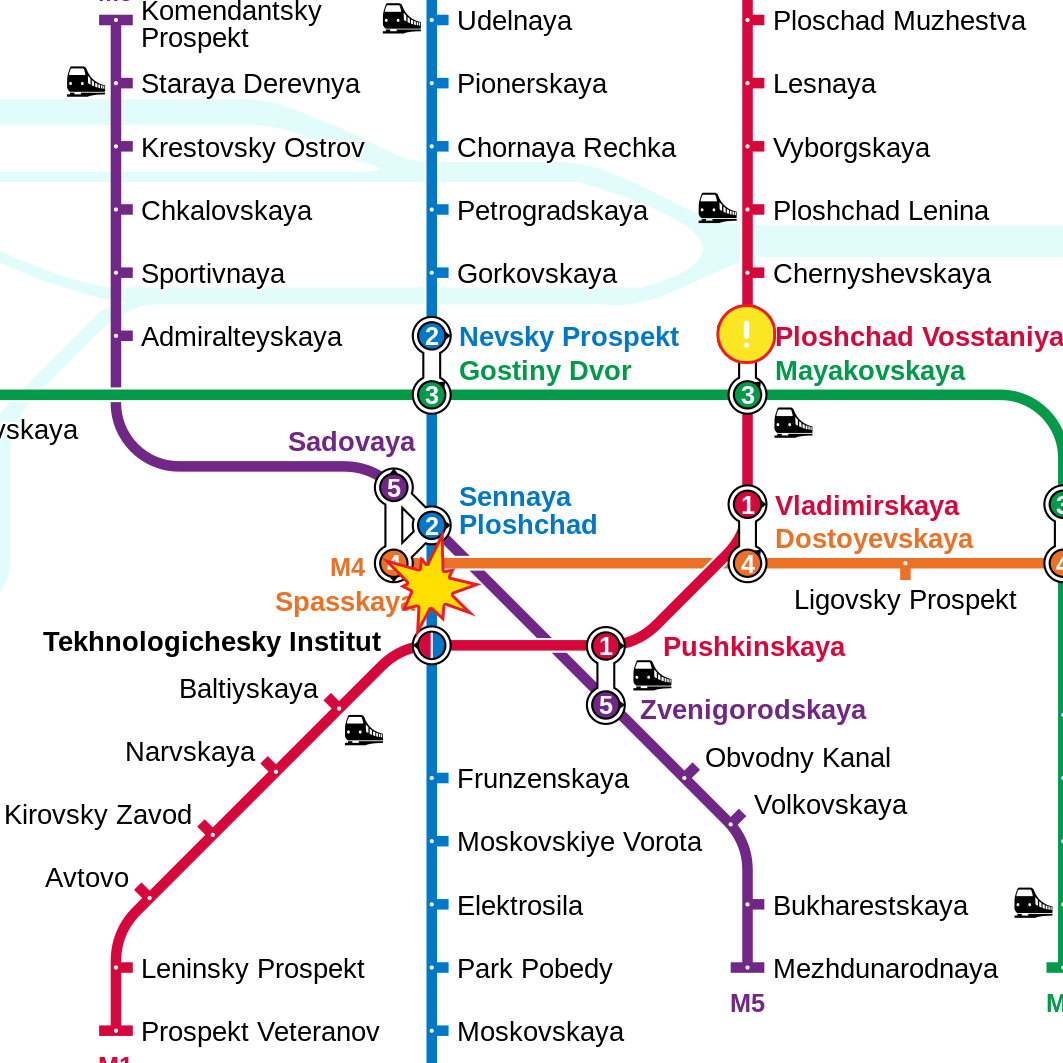
Localizarea tunelului în care a avut loc explozia și a stației de metrou în care a fost descoperit al doilea dispozitiv exploziv.

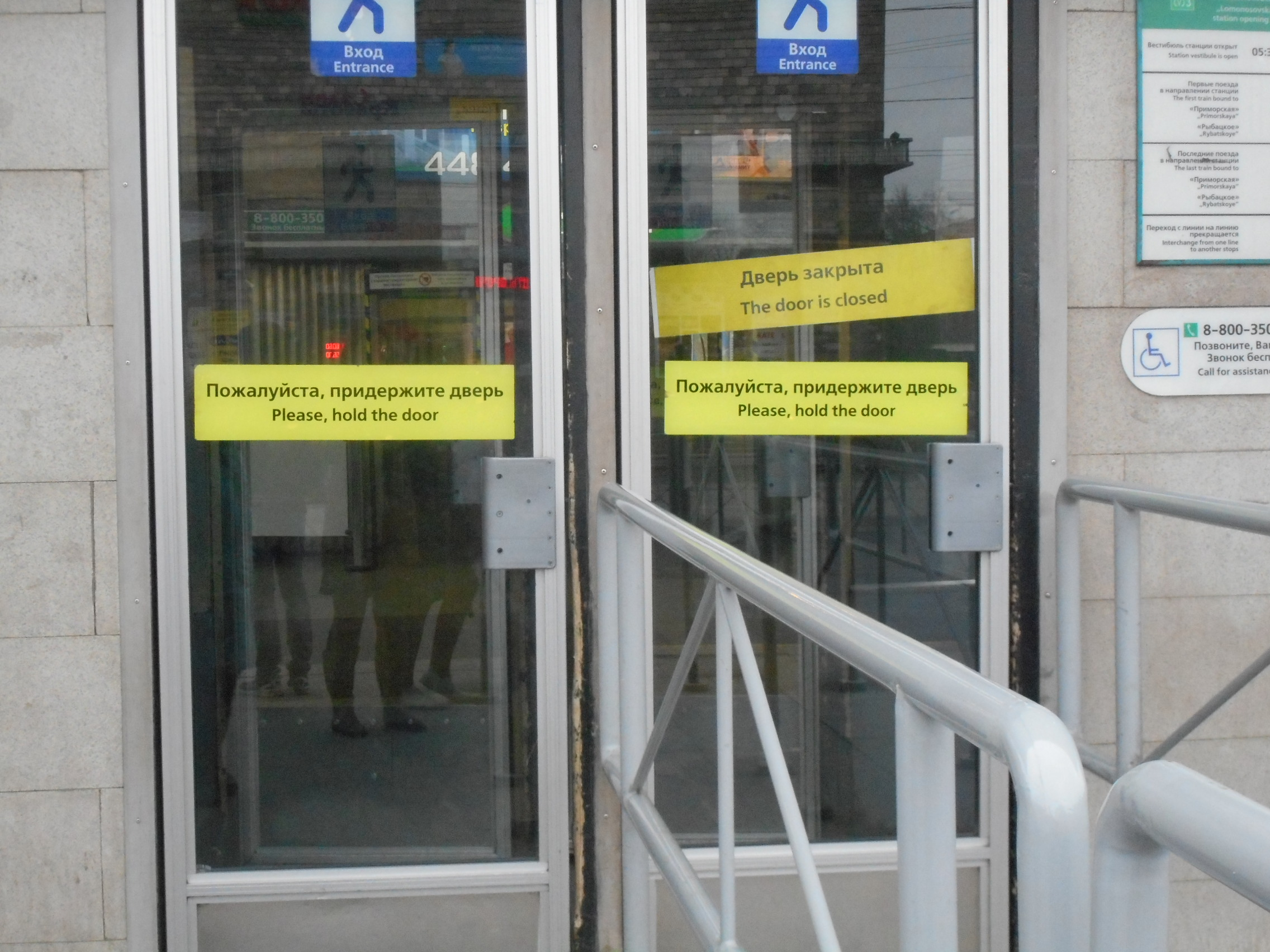
Metroul din Sankt Petersburg închis în urma atentatului

Pe 3 aprilie 2017, un dispozitiv care conținea 200–300 de grame de explozibil a fost detonat într-un tren care circula printr-un tunel între stațiile de metrou Sennaya Ploshchad și Tekhnologichesky Institut. Potrivit unei declarații a Ministerului pentru Situații de Urgență, bomba a fost detonată în al treilea vagon al trenului. Martori au declarat că explozia a avut loc lângă ușă. Imediat după explozie, fumul a umplut platforma. Videoclipuri de pe social media arătau mai multe victime pe platformă și o ușă de metal deformată de forța exploziei. După înștiințarea autorităților despre explozie, toate stațiile de metrou din Sankt Petersburg au fost închise. Spre seară, transportul cu metroul a fost reluat pe Liniile 3, 4, și 5.
O a doua bombă a fost descoperită și dezamorsată la stația Ploshchad Vosstaniya. Dispozitivul avea rulmenți, șuruburi și schije și a fost ascuns într-un stingător conținând echivalentul a aproximativ un kilogram de TNT. ADN-ul lui Jalilov a fost găsit pe o geantă care conținea extinctorul, sugerând că a lăsat intenționat geanta într-un vagon, după mărturisirile unora dintre pasageri.

## Urmări
Securitatea a fost sporită după atac. Detectoare de metale, instalate peste tot în țară după atacul de la metroul din Moscova, cu șapte ani înainte, au fost activate după ce nu mai fuseseră folosite de câțiva ani. Departamentul de securitate al metroului din Moscova a declarat că este gata să asiste metroul din Sankt Petersburg în caz de orice ajutor. Presa locală a raportat că autoritățile au găsit pachete suspecte în trei stații de metrou din Moscova, Nagatinskaja, Savelovskaya și Ugrezhskaya. Autoritățile au izolat mai târziu zona. Securitatea pe Aeroportul Internațional Pulkovo fost, de asemenea, crescută ca răspuns la explozie. Un posibil suspect a fost văzut pe camerele de supraveghere de la metrou, potrivit unor informări neoficiale. Comitetul de Anchetă din Rusia a declarat că decizia operatorului trenului de a-l conduce la următoarea stație a ajutat la evitarea unui număr și mai mare de victime.
Până în prezent, nicio organizație nu a revendicat responsabilitatea pentru atac. La ora locală 16:30, pe 3 aprilie 2017, atacul a fost recunoscut ca un „act de terorism” de către Comisia de Anchetă.

### Îngrijorări privind migranții
După ce teroristul a fost identificat inițial ca un migrant uzbec născut în Kârgâzstan, au existat mărturii neconfirmate legate de acțiunea poliției ruse de a evacua spectatorii non-slavi de la un cinematograf. Au existat, de asemenea, raportări potrivit cărora poliția a verificat pașapoartele cetățenilor din Kârgâzstan. Migranții uzbeci și kârgâzi au început să-și contacteze ambasadele de teama de a nu-și pierde locurile de muncă și de rezidență.

## Victime
| Țară        | Morți |
| ----------- | ----- |
| Rusia ·     | 4     |
| Kazahstan · | 1     |
| Azerbaidjan | 1     |
| Belarus     | 1     |
| Uzbekistan  | 1     |
| Tadjikistan | 1     |
| Necunoscută | 5     |
| Total       | 14    |

Potrivit Ministerului rus al Sănătății, aproximativ 50 de persoane au fost rănite, dintre care 14 au murit (șapte în timpul atacului, șapte mai târziu din cauza rănilor). 39 de persoane au fost spitalizate, dintre care șase au suferit răni grave. Printre cei răniți s-au numărat și copii.

## Autorul atentatului
Suspectul din spatele atacurilor a fost identificat de serviciile de informații din Kârgâzstan și Rusia ca Akbarzhon Jalilov, de etnie uzbecă Cetățean rus în vârstă de 22 de ani, Jalilov s-a născut în 1995 în Osh, Kârgâzstan, și a sosit la Moscova în 2011. Potrivit ziarului rus Moskovskij Komsomolets, Jalilov a lucrat ca bucătar la un sushi bar în 2015, în timp ce alte surse au susținut Jalilov a lucrat într-un garaj înainte de a dispărea cu câteva săptămâni înainte de atac. Interfax a declarat că autoritățile cred că a avut legături cu grupări islamice radicale.

### Rapoarte inițiale
Pe 3 aprilie 2017, anchetatorii au declarat că atacul a fost un atentat sinucigaș și au identificat o persoană din  Asia Centrală ca fiind principalul suspect. Unele rapoarte inițiale au identificat greșit suspectul ca fiind un tânăr de 22 de ani din Kazahstan, fost student IT la Universitatea Economică de Stat din Sankt Petersburg. El a fost dat dispărut. Acest individ a fost mai târziu identificat corect ca victimă a atacului. Suspectul a fost identificat mai târziu ca fiind un tânăr de 23 de ani, originar din Kârgâzstan, cu cetățenie rusă și cu legături cu grupurile militante internaționale. Omul cu barbă, purtând o căciulă, a contactat poliția pentru a șterge numele său. Interfax a spus mai târziu că doar o singură persoană a fost implicată în atac. Omul cu barbă s-a dovedit a fi un fost parașutist din Bashkortostan.

## Reacții

### Interne

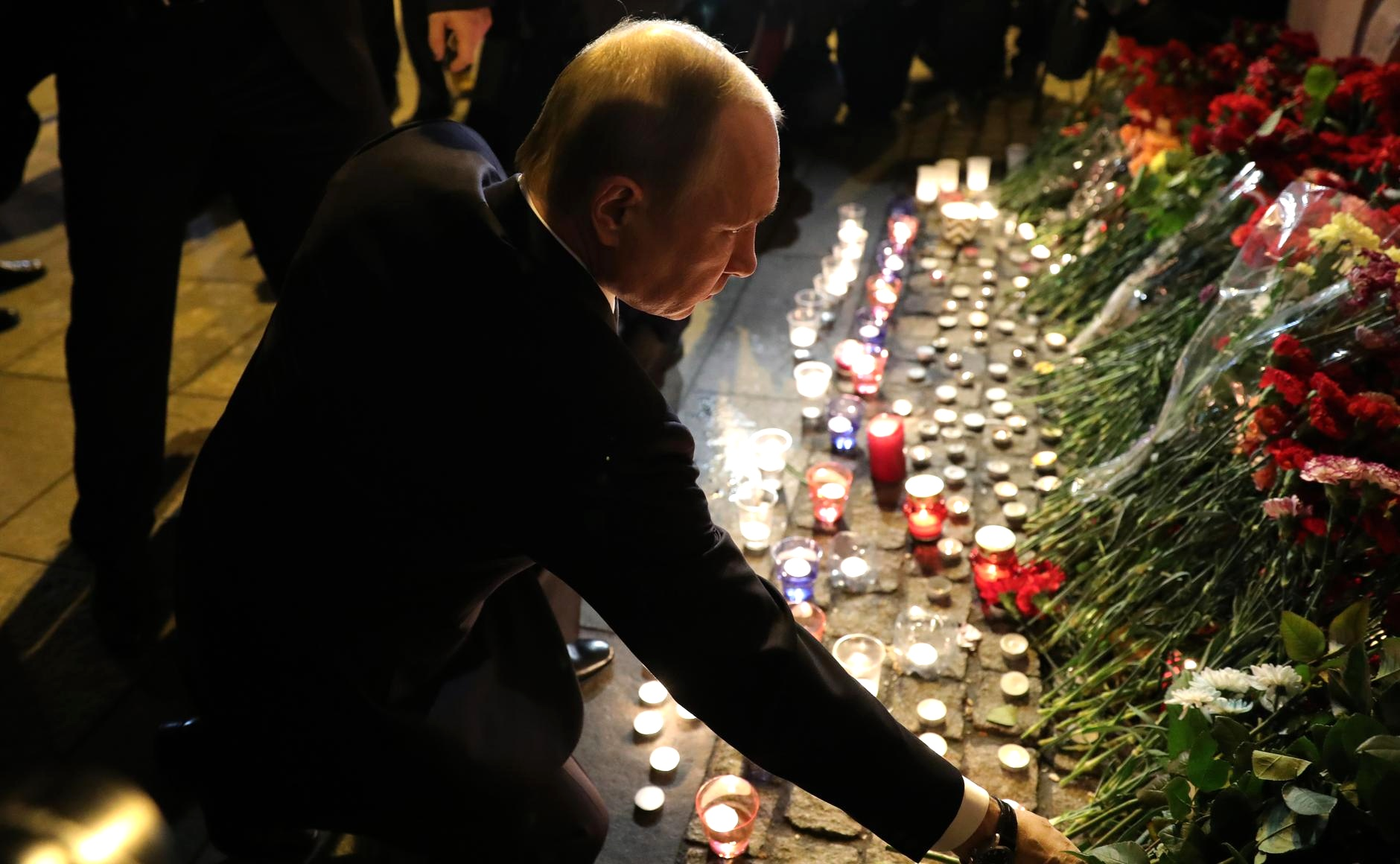
Președintele Vladimir Putin depune flori la stația de metrou Technologichesky Institut.

Președintele Vladimir Putin se afla în oraș la momentul atacului și a promis o anchetă amănunțită. În timpul altei întâlniri cu Președintele din Belarus, Alexander Lukașenko, Putin a declarat că „avem în vedere toate cauzele posibile, inclusiv pe cea a terorismului”. Mai târziu, el a vizitat zona atacului, care a fost închisă de către Serviciului Federal de Protecție din motive de securitate. Această informație a fost negată ulterior de RIA Novosti. Declarația lui Putin a fost urmată de cea a lui Lukașenko care și-a exprimat tristețea față de atentat. Primarul Moscovei, Serghei Sobianin, și-a exprimat condoleanțele pentru victimele atacului și a ordonat întărirea măsurilor de securitate în jurul infrastructurii de transport a capitalei. Șeful Ministerului Sănătății, Veronika Skvorțova, a însărcinat medicii federali să ajute medicii din Sankt Petersburg în asistarea victimelor.
Liderul Republicii Cecenia, Ramzan Kadîrov, a solicitat identificarea și pedepsirea făptașilor.
Uniunea Asiguratorilor din Rusia a declarat că rudele victimelor vor fi despăgubite cu 2,025 milioane de ruble.
Un memorial improvizat a fost creat pentru a onora victimele atentatului. Sankt Petersburg a decretat trei zile de doliu ca răspuns la atac. Primarul Georgi Poltavchenko, Guvernatorul Alexander Drozdenko și Președintele Vladimir Putin au vizitat locul atacului și au depus flori în semn de respect.

### Internaționale
Condoleanțe și compasiune față de victime au fost oferite de către mai multe personalități internaționale, inclusiv reprezentanți ai Algeriei, Chinei, Cehiei, Danemarcei, Finlandei, Franței, Georgiei, Ungariei, Indiei, Indoneziei, Iranului, Israelului, Japoniei, Laosului, Malaeziei, Pakistanului, Poloniei, Portugaliei, Singaporelui, Thailandei, Ucrainei, Marii Britanii, Statelor Unite, Vietnamului, NATO și Uniunii Europene.
Ucraina a înăsprit securitatea în jurul stațiilor de metrou de frica unui atac.

### Alte reacții
Clădirea primăriei din Tel Aviv a fost luminată în culorile drapelului rus. În Bruxelles, unde un atac similar a avut loc un an mai devreme, clădirea ING Marnix de lângă stația de metrou Throne a fost, de asemenea, luminată cu o imagine animată a steagului Rusiei.
The Independent a raportat că unii susținători ai ISIS de pe forumuri anonime de pe internet au asociat atacul cu susținerea Rusiei față de regimul lui Bashar al-Assad și au distribuit fotografii și videoclipuri de oameni răniți și uciși de explozie.